# Visione di Sant'Antonio da Padova e angeli
La Visione di sant'Antonio da Padova e angeli è un dipinto olio su tela di Carlo Ceresa conservato come pala d'altare nella chiesa parrocchiale di Urgnano dedicata ai santi Nazario e Celso. Il quadro fu completamente modificato e ampliato per essere posto sull'altare.

## Storia e Descrizione
Giovanni Da Lezze descrive nel 1596 Urgnano governata da Giovanni Domenico Albani, protetta da muraglie e fossato, e ricca di commercio di bestiame e di filande di seta e di campi coltivati: «con tre porte et una rocca assai forte […] possessa dal conte Giovanni Domenico Albani» e la chiesa che era presente già nel 1174 fu riedificata nel Settecento con ulteriori lavori eseguiti successivamente. Questo portò a una radicale modifica della pala del Ceresa tanto da non assegnarne la realizzazione per molto tempo. La pala era stata collocata nel primo altare a sinistra dove fu descritta dal Tassi come lavoro di Giovanni Stefano Danedi nel suo Memorie di alcuni quadri esistenti nelle chiese del Territorio di Bergamo scritto probabilmente nel 1761. La riedificazione della chiesa di Urgnano iniziò l'anno successivo. il 6 marzo, e fu terminata nel 1783 l'anno successivo alla morte del Tassi. Questi quindi poté vedere solo tre tele presenti nella chiesa che erano per l'altare maggiore la Natività di Francesco Bassano e nei due altari laterali del Tintoretto la Pietà con i misteri del rosario mentre per l'altare dedicato al santo da Padova: “altare di Santo Antonio di Padova la di Lui Tavola è pittura del Montalto”.
L'assegnazione dell'opera non fu accettata da tutti, e Franco Mazzini indicò Andrea Montalto, fu Angelo Pinetti a indicare “molto Ceresa”, assegnazione che fu poi confermata nel 1979 dal Ruggeri. Il dipinto fu probabilmente realizzato tra il 1650 e il 1660.
La stranezza della tela è in queste sue grandi dimensioni con spazi vuoti tra i personaggi raffigurati. Se la Madonna posta su un tappeto di nuvole ha assonanze con il medesimo soggetto presente nelle chiese di Clusone e Cene, così come la raffigurazione del santo che il Ceresa riproporrà più volte, e dell'angelo reggi-giglio che si ritrova nelle chiese di Gorlago e a Mezzoldo, ne consegue che tutti i personaggi hanno quindi importanti riferimenti a altre opere del Ceresa, nonché l'architettura che potrebbe essere un suo omaggio alle opere palladiane, contrariamente i grandi spazi vuoti porterebbero alla considerazione che la tela ha avuto un ampliamento e allungamento successivo alla sua realizzazione.
La tela è stata quindi sottoposta a luce radente che ha evidenziato che l'opera è un insieme di pezzi abilmente completati perché potessero completare lo spazio della cornice che ha dimensioni monumentali. In primo piano sul lato sinistro vi è raffigurato un angelo con il giglio sicuramente di fattura ceresiana con l'abito bianco candido e il rosso violaceo,  ma il piede poggia su di un piano che non era presente nella tela originaria così come la punta delle ali e il giro del manto che nn erano inserite nella tela. La tela originale era circa la metà, è stato aggiunta molta parte anche dell'abito del santo che originariamente era tagliato dal braccio dell'angelo. Ben visibile che lo sfondo senza montagne, non è riconducibile a lavori del Ceresa. Lo studio particolareggiato della tela che ha evidenziato le varie parti che sono state aggiunta ha permesso anche la scoperta delle vere parti realizzate dal Ceresa, che erano state proposte anche in altre lavori ma non tutti insieme come in questo lavoro. Questo non spiega come sia stato possibile che il Tassi abbia potuto assegnare il dipinto al Montaldo. Sarò l'allora parroco che fece la relazione per la visita pastorale del vescovo Pietro Luigi Speranza a indicare le «i quadri degli altari sono dal più al meno stati tutti rappezzati nel 1805 a mano di certo Borzetti di Bergamo», cita anche un altare dedicato al santo «il quadro di questo altare rappresentante S. Antonio tra le figure aggiunte vi è un angelo custode molto bello ed è ritenuto del Ceresa, Il quadro vecchio di S. Antonio è quello che si trova nella seconda sagrestia che con una mano accenna e raccomanda al Bambino le anime del purgatorio», quindi si considera che quello indicato dal Tassi sia un dipinto differente.